# Église de l'Assomption-de-la-Très-Sainte-Vierge de Bussière-Boffy
L'église de l'Assomption-de-la-Très-Sainte-Vierge est une église catholique située à Bussière-Boffy, en France.

## Localisation
L'église est située dans le département français de la Haute-Vienne, sur la commune de Bussière-Boffy.

## Historique
L'église date du XIIIe siècle.
Elle est inscrite au titre des monuments historiques le 22 mai 1974.